# Асхабадские комиссары
Асхабадские комиссары (Ашхабадские комиссары) — девять советских деятелей Закаспийской области, расстрелянных под Асхабадом в ночь на 23 июля 1918 года.

## История

### Начало восстания
12 июля 1918 года в Ашхабаде началось антибольшевистское восстание. Лидерами восстания были в основном эсеры и меньшевики (Ф. А. Фунтиков, В. Дохов и др.); также к восстанию примкнули кадеты (граф А. И. Доррер [*]), дашнаки, туркменские главы племён, офицеры текинских конных воинских частей.
Был образован стачком, а затем Исполнительный совет (известный также как Закаспийское временное правительство) во главе с бывшим членом Совета депутатов правым эсером Ф. А. Фунтиковым.
Восставшими были в один и тот же день заняты Кизыл-Арват и Ашхабад. В Ашхабаде, ворвавшись в здание Совета, они уничтожили охранявших его красноармейцев, в том числе и туркменский отряд, которым командовал Овезберды Кулиев. В разгоревшихся потом на улицах кровопролитных боях погибло много советских и партийных работников.
Стачечный комитет в Ашхабаде возглавлялся Ф. А. Фунтиковым. Были выдвинуты лозунги: «Долой большевиков» и «Да здравствует Всероссийское Учредительное собрание». Комитетом рассылались телеграммы по всей линии железной дороги от Красноводска до Ташкента с призывом присоединиться к борьбе против Советской власти. Им же по крупным рабочим пунктам вдоль железной дороги были отправлены летучие отряды, которые разъясняли положение дел и ликвидировали признаки Советской власти.

### Распространение восстания
Восстание распространилось вдоль Средне-Азиатской железной дороги. К рабочим начали примыкать туркменские племена. К 21 июля почти на всей территории Закаспийской области была установлена власть Закаспийского временного правительства (ЗВП) и его местных органов — стачечных комитетов.
По своему составу ЗВК, в большинстве своём, состоял из эсеров. Товарищем (заместителем) председателя Исполкома стал счетовод отделения Среднеазиатской железной дороги эсер Курилев. В Комитет вошли также правый эсер Л. А. Зимин, бывший директор реального училища в г. Мерв, и инженер-путеец В. Дохов, ставший комиссаром по иностранным делам. «Туркестанский Союз» представляли бывший присяжный поверенный граф А. И. Доррер и бывший командир 2-го Туркестанского корпуса генерал-лейтенант И. В. Савицкий. Не были забыты и представители местной знати: от туркмен в комитет входили полковник Ураз-Сердар, сын известного и популярного туркменского военачальника Тыкма-Сердара, и офицеры русской службы — Хаджи-Мурат, полковник хан Н. Иомудский, штаб-ротмистр С. Овезбаев.
В результате Ашхабадского восстания власть в городе перешла к Закаспийскому временному правительству. Восставшие арестовали членов Совнаркома и Совета Закаспийской области Туркестанской республики.
Для наведения порядка из Ташкента был послан комиссар Туркестанского Совнаркома Павел Полторацкий с сотней красногвардейцев, доехавший только до Мерва. Навстречу ему был выслан отряд из шестисот бывших фронтовиков и полутора тысяч туркмен. Узнав о приближении восставших, Полторацкий попытался вывезти ценности местного банка, но это ему не удалось, так как сочувствующие ЗВК отцепили от эшелона и угнали паровоз. Полторацкий со своими людьми попытался уехать на телегах, но местные жители подпилили тележные оси. Он был арестован и в ночь на 22 июля расстрелян вместе со своими спутниками и председателем Мервского ЧК И. К. Каллениченко. Следующей ночью были тайно вывезен из тюрьмы и расстреляны ночью неподалёку от станции Аннау 9 комиссаров Закаспийской области.

### Расстрелянные комиссары
Среди арестованных и расстрелянных были: 
- председатель Совнаркома Виссарион Телия, эсер-максималист;
- комиссар продовольствия и руководитель городской организации РКП(б) Яков Житников;
- военный комиссар, член РКП(б) Сергей Молибожко;
- комиссар финансов и иностранных дел левый эсер Николай Розанов;
- председатель Ашхабадского Совета, член РКП(б) Василий Батминов;
- бывший командующий Бузулукским фронтом, бывший председатель Уральского областного совета Даниил Колостов (пытавшийся после захвата белоказаками Оренбурга пробраться через Закаспий в Советскую Россию);
- адъютант Колостова Смелянский;
- комзвода Красной Армии Пётр Петросов;
- бакинский печатник, член РКП(б) Андрей Хренов[2].

В час ночи асхабадских комиссаров вывели из подвала и посадили в товарный вагон, прицепленный к летучке. Отправляясь на смерть, они еще надеялись на лучшее. Ведь не было ни следствия, ни суда. Житникова арестовали в поезде, когда он возвращался из Мерва. Телия был схвачен тоже в поезде - на обратном пути из Красноводска в Ашхабад. Розанову, когда эсеры штурмовали здание Совнаркома и кипел неравный бой на Гимназической площади, удалось бежать и выбраться за город. Он прошел, прячась от людских глаз, целую сотню верст, и на одной из станций попросил машиниста, чтобы подвез его до Мерва. Машинист согласился, но тотчас, отлучившись, сообщил по телефону в Асхабад о том, что у него комиссар Розанов. Тут же его схватили. Батминов дрался до последнего патрона, но окруженный эсерами на ашхабадской "Горке", возле гостиницы "Гранд-Отель", сдался. До этого Василий Михайлович, покидая под натиском боевиков, здание горсовета, успел сжечь весь советский архив, чтобы не попал он в руки врагов. Попал в плен командир армянской дружины Петросов. Прежде чем бросить его в подвал, эсеры припомнили ему случай, когда он, увидев, как они вытаскивают из арсенала оружие, сообщил об этом военкому Копылову. Наивно и чересчур доверчиво повел себя военный комиссар Молибожко, когда слез с поезда и узнал о мятеже. Он бросился в депо, чтобы удержать железнодорожников от крайностей, но тут же был схвачен боевиками. Из Оренбурга в Астрахань кружным путём, через Туркестан, пробирались большевики Колостов и Смелянский, и оказались в одном подвале с асхабадскими комиссарами. Из Баку в Ташкент ехал по делам типографский рабочий, большевик Хренов, и тоже был арестован белогвардейцами...В. Ф. Рыбин "Закаспий" (историко-революционный роман)
В ночь на 23 июля 1918 года все арестованные были вывезены в товарном поезде и расстреляны между железнодорожными станциями Аннау и Гяурс, в 10 км от Ашхабада.

### Дальнейшие события
До ноября на территории Туркмении продолжались бои между красными и белыми войсками, поддерживаемыми британскими воинскими частями.
1-2 января 1919 года под давлением англичан Временное правительство во главе Ф. А. Фунтиковым сложило полномочия, передав власть Комитету общественного спасения в составе 5-ти человек.
Для борьбы с повстанцами и англичанами решением правительства Туркреспублики весной 1919 организуется Красная Армия Туркестана.
В апреле-июле 1919 английские войска в основном были выведены из Закаспия, руководство антисоветскими силами в регионе перешло к Деникину.
После занятия Ашхабада 9 июля 1919 года Красной армией прах расстрелянных был перенесён в город и 26 июля захоронен в братской могиле. На месте расстрела в 1957 году был установлен памятник-обелиск (архитектор Ахмедов А.).